# Reziproker Altruismus
Reziproker Altruismus ist eine Theorie, welche die Evolution von altruistischem Verhalten zwischen nichtverwandten Individuen durch natürliche Selektion erklären will. Einen entscheidenden Anstoß gab Robert Trivers im Jahr 1971.

## Beschreibung und Voraussetzungen
Altruismus wird in der Regel als Verhaltensweise eines Individuums zugunsten eines anderen Individuums definiert, wobei die Verhaltensweise dem altruistischen Individuum unmittelbar mehr Kosten als Nutzen einbringt. Einer solchen Definition steht nicht entgegen, dass altruistisches Verhalten langfristig positiv auf den Fortpflanzungserfolg (Fitness) des altruistischen Individuums oder mit ihm verwandter Individuen zurückwirkt. Vielmehr versucht eine biologisch-evolutionäre Erklärung aufzuzeigen, dass jedes regelhafte altruistische Verhalten genau dies, eine Erhöhung des Gesamtnutzens mit sich bringt.
Bedingungen für den reziproken Altruismus zwischen nicht verwandten Individuen sind:
- Die Individuen müssen die Gelegenheit haben, häufiger zu interagieren,
- sie müssen in der Lage sein „Buch zu führen“ über die erhaltene und erwiesene Hilfeleistung,
- sie gewähren Unterstützung bevorzugt denen, die ihnen auch helfen.

Die Individuen einer Spezies können auf eigene Kosten Artgenossen ohne Fitness-Nachteil einen Vorteil verschaffen, wenn der Nutznießer einen ähnlichen Vorteil zu einem späteren Zeitpunkt erwidert. Dies setzt ein Wiedererkennen des Artgenossen und eine innere „Buchhaltung“ und damit ein gewisses Intelligenzniveau voraus. Zudem muss angenommen werden, dass betrügerisches Verhalten in irgendeiner Weise „bestraft“ wird. Denn altruistisches Verhalten ist aus evolutionärer Perspektive stets dafür anfällig, von nicht erwidernden Individuen ausgenutzt zu werden. Aufgrund dieser Voraussetzungen ist die Evolution von reziprokem Altruismus am ehesten bei intelligenten, sozialen und langlebigen Arten zu erwarten. Nach einer Hypothese des Psychologen Robin Dunbar könnte sich die menschliche Sprache auch deshalb entwickelt haben, weil sie durch Klatsch und Tratsch sowohl die Identifizierung als auch die Bestrafung von Betrügern z. B. durch Ausgrenzung erleichtert.

## Reziproker Altruismus bei Ratten
Claudia Rutte und Michael Taborsky wiesen 2008 nach, dass weibliche Wanderratten (Rattus norvegicus) denjenigen Artgenossen häufiger halfen, die ihnen zuvor geholfen hatten. Ihres Wissens war dies der erste Nachweis von reziprokem Altruismus bei Nagetieren.

## Reziproker Altruismus bei nichtmenschlichen Primaten
Viele Primaten leben in stabilen sozialen Gruppen. Sie sind intelligent und fähig, komplexe Probleme zu lösen. Reziproke Fellpflege wurde bei mehreren Arten der Makaken, Paviane, grünen Meerkatzen und Schimpansen beobachtet. In manchen Fällen wurden Fellpflege und Unterstützung gegen Sachleistungen getauscht, in anderen Fellpflege gegen Unterstützung. Manche Affen wechseln sich bei der Fellpflege ab, so dass die Zeit während jeder Fellpflege-Phase zwischen Individuen ausbalanciert ist. Andere Affen balancieren diese Zeit über mehrere Fellpflege-Phasen hinweg.
Bei männlichen Schimpansen scheinen soziale Bindungen auf reziprokem Austausch vieler verschiedener Leistungen zu basieren. Schimpansen im Kibale-Nationalpark teilen Fleisch selektiv mit den Individuen, die selbst Fleisch mit ihnen geteilt haben oder regelmäßig Unterstützung gewährleisten. Männchen, die zusammen jagen, tendieren zu selektiver gegenseitiger Fellpflege und Unterstützung sowie gemeinsamem Patrouillieren der Grenzen. Diese Männchen sind nicht verwandt. Diese Korrelationen sind konsistent mit der Theorie des reziproken Altruismus, beweisen jedoch nicht, dass diese altruistischen Verhaltensweisen durch Reziprozität bedingt sind. Mehrere Studien legen dies jedoch nahe.
In einem Experiment wurden grünen Meerkatzen auf Tonband aufgenommene Hilferufe anderer Meerkatzen vorgespielt. Das Vorspielen erfolgt in zwei verschiedenen Situationen. In der ersten Situation hatte Meerkatze A zuvor Meerkatze B das Fell gepflegt. Auf den abgespielten Hilferuf von Meerkatze A reagierte Meerkatze B vergleichsweise schnell. In der zweiten Situation hatte vorher keine Fellpflege stattgefunden. Auch hier reagierte Meerkatze B auf den abgespielten Hilferuf von Meerkatze A – allerdings langsamer.
In einem weiteren Experiment von Frans de Waal wurden verschiedenen Individuen in einer Gruppe von Schimpansen über einen Zeitraum von drei Jahren mehrfach Bündel von Blättern gegeben. Die Individuen konnten diese Bündel für sich behalten; oft wurden die Bündel jedoch geteilt. Dabei waren die Besitzer der Bündel immer denjenigen Individuen gegenüber großzügiger, welche kurze Zeit vorher das Fell des Besitzers gepflegt hatten. Auch wehrten sich die Besitzer der Blätter weniger stark gegen Versuche von Individuen, sich Teile der Bündel anzueignen, wenn diese Individuen vorher das Fell des Besitzers gepflegt hatten.
Die Zahl der gut dokumentierten Fälle von reziprokem Altruismus bei nichtmenschlichen Primaten ist insgesamt noch klein. Es ist daher unklar, wie häufig er ist. Altruismus äußert sich potenziell auf diverse Arten (z. B. Fellpflege, Schutz vor Fressfeinden), und es ist schwierig, die Kosten und Nutzen all dieser altruistischen Verhaltensweisen zu quantifizieren.

## Entwicklung des Konzepts
Trivers Konzept des gegenseitigen Altruismus wurde von Axelrod und Hamilton erfolgreich als Tit-for-Tat-Strategie für Zweipersonen-Interaktionen in der Spieltheorie formal umgesetzt. Ernst Fehr weist darauf hin, dass sich mit diesem Konzept die Kooperation in großen Gruppen – wie z. B. im Kriegsfall – nicht erklären lässt.